# Xylotrupes wiltrudae
Xylotrupes wiltrudae är en skalbaggsart som beskrevs av Silvestre 1997. Xylotrupes wiltrudae ingår i släktet Xylotrupes och familjen Dynastidae. Inga underarter finns listade i Catalogue of Life.